# Rito dell'abitudine
Il rito dell'abitudine o ciclo dell'abitudine, dall'inglese habit loop, è un concetto psicologico utilizzato per spiegare il meccanismo delle abitudini umane e animali.

## Il concetto

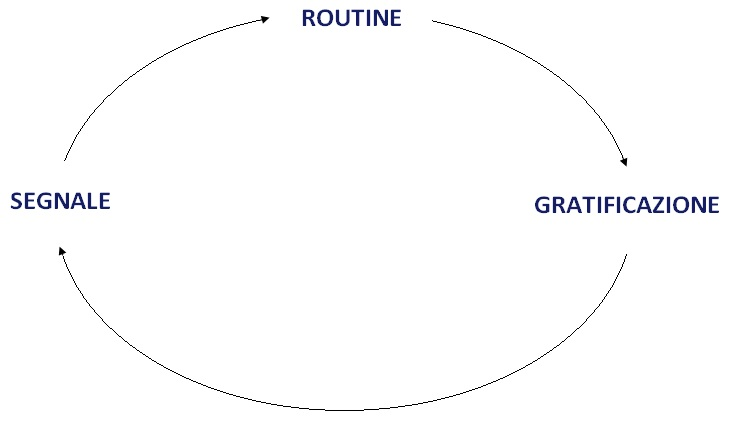
Schema raffigurante lhabit loop, ovvero il funzionamento del rito dell'abitudine

Il concetto spiega come molte delle abitudini, sia umane, sia animali, non siano sempre spontanee, ma vengano in modo automatico, quasi inconsciamente. Si è arrivati a dividere il compiersi di un'abitudine (appunto, il rito dell'abitudine) in un ciclo, denominato habit loop, di tre fasi:
- il segnale: la conseguenza di una particolare condizione (ambientale, emotiva, ...) che necessita di una gratificazione, e spinge il cervello a svolgere la routine per ottenerla;
- la routine: l'azione che avviene in seguito al verificarsi del segnale. Una routine può essere fisica (azione compiuta), mentale (pensiero) o emotiva (variazione dello stato d'animo);
- la gratificazione: la ricompensa ottenuta dallo svolgersi della routine. È l'elemento che rafforza lo svolgersi del rito dell'abitudine.

Prendendo come esempio il vizio del fumo (di per sé, un'abitudine): Il segnale è la necessità del corpo di avere la nicotina (oppure la voglia di avere la sensazione che offre), la routine consiste nell'azione di fumare e la gratificazione è il senso di sollievo che la nicotina stessa offre al fumatore.

## Storia del concetto

### Nascita
Il concetto del rito dell'abitudine e il suo meccanismo è stato proposto da alcuni ricercatori del Massachusetts Institute of Technology (MIT) alla fine degli anni novanta a seguito di un esperimento sui topi. Hanno visto come un topo imparava un'azione per ottenere del cibo, e come sviluppava l'abitudine di compierla qualora avesse fame. Osservando l'elettroencefalogramma del cervello di questi animali mentre svolgevano l'abitudine, sono arrivati a formulare l'habit loop, ovvero il rituale col quale si svolge un'abitudine, dividendolo nelle tre fasi (segnale, rito, gratificazione).
Il rito dell'abitudine è stato ben illustrato da Charles Duhigg, scrittore del New York Times, in un libro che gli ha fatto vincere il Premio Pulitzer.

### Utilizzo sugli uomini
Il concetto del rito dell'abitudine è stato ed è tuttora utilizzato con gli esseri umani. Sfruttando l'habit loop si possono far perdere cattive abitudini alle persone (come il fumo o l'alcolismo: l'associazione Alcolisti Anonimi sfrutta proprio i concetti del ciclo dell'abitudine per il recupero dei partecipanti), trovando una routine alternativa, che sia materiale o astratta, per dare una gratificazione al segnale. Grazie agli studi di alcuni psicologi, è stato provato che l'habit loop può essere utile per abituare i bambini allo studio spontaneo, premiandoli con una ricompensa temporanea (come un dolcetto) in caso di buon reddito scolastico; quando il bambino sarà ragazzo, la gratificazione saranno i buoni voti a scuola e la consapevolezza di avere un buon futuro.
Il principio del rito viene usato da molte società per vendere più prodotti, sfruttando la gratificazione che essi possono dare, e nel campo pubblicitario. Famoso è un caso degli anni trenta: la società di dentifrici americana Pepsodent iniziò a utilizzare un olio leggermente urticante nei suoi dentifrici, che provocava un leggero e gradevole formicolio nella bocca. Notarono che questa sensazione di benessere produceva uno stimolo che spingeva l'utente a utilizzare il prodotto ogni qualvolta sentisse la sgradevole sensazione dei denti sporchi. Allora chiamarono il famoso pubblicitario Claude Hopkins, che nelle sue pubblicità sfruttò abilmente il senso di freschezza prodotto dal dentifricio, paragonandolo alla lucentezza dei denti. Ciò stimolò diverse persone a lavarsi i denti più spesso, e a comprare i prodotti Pepsodent. Grazie a Hopkins, la Pepsodent divenne una delle maggiori aziende del settore.
Il ciclo dell'abitudine viene da sempre utilizzato in psicologia comportamentale nel condizionamento operante, dove un comportamento appreso viene mantenuto dalle risposte che riceve.